# Штоквич, Фёдор Эдуардович
Фёдор Эдуа́рдович Што́квич (10 сентября 1828; Тифлис, Российская империя — 15 марта 1896; Царское Село, Санкт-Петербургская губерния) — русский полковник, участник Кавказской, Крымской и Русско-турецкой (1877—1878) войн, герой обороны Баязета.

## Биография
Фёдор Штоквич родился 10 сентября 1828 года. Православного вероисповедания. Происходил из дворян Тифлисской губернии, сын кавказского офицера, погибшего в 1829 году при штурме Карса. Образование получил в Тифлисской гимназии.
На военную службу поступил 10 января 1847 года унтер-офицером в лейб-гренадерский Эриванский полк. 2 марта того же года переименован в юнкера, а 27 марта 1850 года за выслугу лет произведён в прапорщики. В дальнейшем вся боевая служба Штоквича прошла на Кавказе.
Во время Восточной войны он за отличие в сражении с турками под Баяндуром 2 ноября 1853 года был произведён в подпоручики, 19 ноября 1853 года за отличие в сражении под Башкадыкларом награждён орденом Св. Анны 4-й степени с надписью «За храбрость». В 1854 году в сражении с турками под Курюк-Дара контужен в правое предплечье осколком гранаты и ранен в руку пулей навылет. За отличие в том сражении произведён в поручики.
По окончании военных действий против турок Штоквич сражался в Чечне и Дагестане. В 1857 году назначен командиром 4-й роты. За отличие в сражении с горцами под аулом Ведено 10 марта 1859 года он получил чин штабс-капитана. Также он участвовал в экспедиции, завершившейся взятием Гуниба и пленением Шамиля.
С 1870 года Штоквич служил по интендантскому ведомству Кавказского военного округа. В 1875 году был переведён в Тифлисский местный полк.
В Турецкую кампанию 1877―1878 годов по занятию русскими войсками г. Баязета Штоквич по рекомендации генерал-майора князя Амилахвари назначался комендантом его цитадели. Его назначение на эту должность была одобрена начальником Эриванского отряда генерал-лейтенантом Тергукасовым и утверждена командующим Главным корпусом на кавказском театре войны генерал-адъютантом Лорис-Меликовым.
Гарнизон составлял 1.5 тыс. человек. 6 июня турки окружили город. Расположив свою артиллерию на возвышенности напротив восточных ворот цитадели, они принялись за интенсивный обстрел. 8 июня был предпринят штурм, который был отражён. Тогда турки обустроили правильную блокаду цитадели.
Гарнизон испытывал неимоверные трудности, жажду и голод. Запасы воды быстро истощились. Солдаты настолько обессилели, что отдача ружья сбивала их с ног. «Два—три суточных сухарика и одна столовая ложка протухлой, с трупным запахом, воды при 40—45° палящей жаре в течение многих дней сделали своё дело: они не убили гарнизон, но обратили его в толпу скелетов и живых мертвецов, на которых без душевного содрогания и ужаса нельзя было взглянуть», — вспоминал потом Штоквич.
Зная о бедственном положении гарнизона, противник засылал в цитадель парламентёров с предложениями о сдаче: «…если оружие сложить мирно без бет всем чесно по чинам забезпечено Ваши жилание, — Вероятно вам известно что не получите никакой помощи напрасно время проводите мы знаем Ваше положение после этого уверяем Вас что неостанется ни одного и последствие будет зависеть от Вас…» (орфография оригинала сохранена). Но все требования о капитуляции были Штоквичем отвергнуты.
28 июня на помощь к Баязету подошёл Эриванский отряд под командованием генерал-лейтенанта Тергукасова и атаковал блокадный турецкий корпус, Штоквич также с частью гарнизона совершил вылазку. Турки были разбиты. Таким образом завершилась 23-дневная оборона баязетской цитадели. Впоследствии Штоквич писал: «Продлись осада ещё 5—6 дней — и весь гарнизон поголовно был бы мёртв от голода и жажды, или же цитадель взлетела бы на воздух вместе с ворвавшимися в крепость турками».
Наместник Кавказа великий князь Михаил Николаевич 7 июля телеграфировал капитану Штоквичу: «Государь император приказал мне поздравить вас с Георгием 4-й степени. Искренно радуюсь. Ещё раз усердно благодарю».
31 декабря 1877 года Штоквич был произведён в майоры и награждён орденом Св. Георгия 4-й степени
В воздаяние за храбрость и распорядительность, оказанные ими во время блокады Баязета, в Июне 1877 года.
Также 18 апреля 1878 года он был награждён золотой драгунской саблей с надписью «За храбрость», а 28 июня того же года произведён в подполковники. Кроме того, все дети Штоквича получали теперь образование за счёт государственной казны.
В 1878 году Штоквич вступил в должность 2-го петергофского коменданта (должность до того не существовавшая и была учреждена императором Александром II специально для Штоквича «в знак особого Монаршего благоволения»). В 1883 году данная должность была упразднена Александром III, а сам Штоквич 26 мая того же года был переведён в запас армейской пехоты (с сохранением жалования впредь до назначения на должность коменданта). 4 мая 1891 года был произведён в полковники с назначением исправляющим должность царскосельского коменданта.

## Смерть
Умер Штоквич 15 марта 1896 года в чине полковника, будучи Царскосельским комендантом. Похоронен на Казанском кладбище Царского Села

## Семья
Был женат; в 1895 году проживал вместе с супругой Анной Ивановной в Царском Селе по адресу: ул. Кадетская, дом Бенземан. У супругов Штоквич было 4 детей.

## Награды
отечественные
- орден Св. Анны 4-й ст. с надписью «За храбрость» (1854)
- бронзовая медаль «В память войны 1853—1856 гг.» на Георгиевской ленте
- орден Св. Станислава 3-й ст. (1867)
- орден Св. Владимира 4-й ст. с бантом (1875)
- орден Св. Георгия 4-й ст. (от Имп. Александра II, 1877)
- золотая драгунская сабля с надписью «За храбрость» (от В. К. Михаила Николаевича, 1878)
- серебряная медаль «В память русско-турецкой войны 1877—1878» (1878)
- Герб рода Федора Штоквича внесен в Часть 14 Общего гербовника дворянских родов Всероссийской империи, с. 152

иностранные
- медаль «За храбрость» (Черногория; 1878)
- орден Льва и Солнца 2-й ст. со звездой (Персия; 1878)
- орден Красного орла 2-й ст. с мечами (Пруссия; 1879)

## Память
- Капитан Штоквич выведен в романе Валентина Пикуля «Баязет» и одноимённом телесериале под именем — Ефрем Иванович Штоквиц (в последнем его роль играет актёр Александр Тютин).